# 高雄市立空中大學

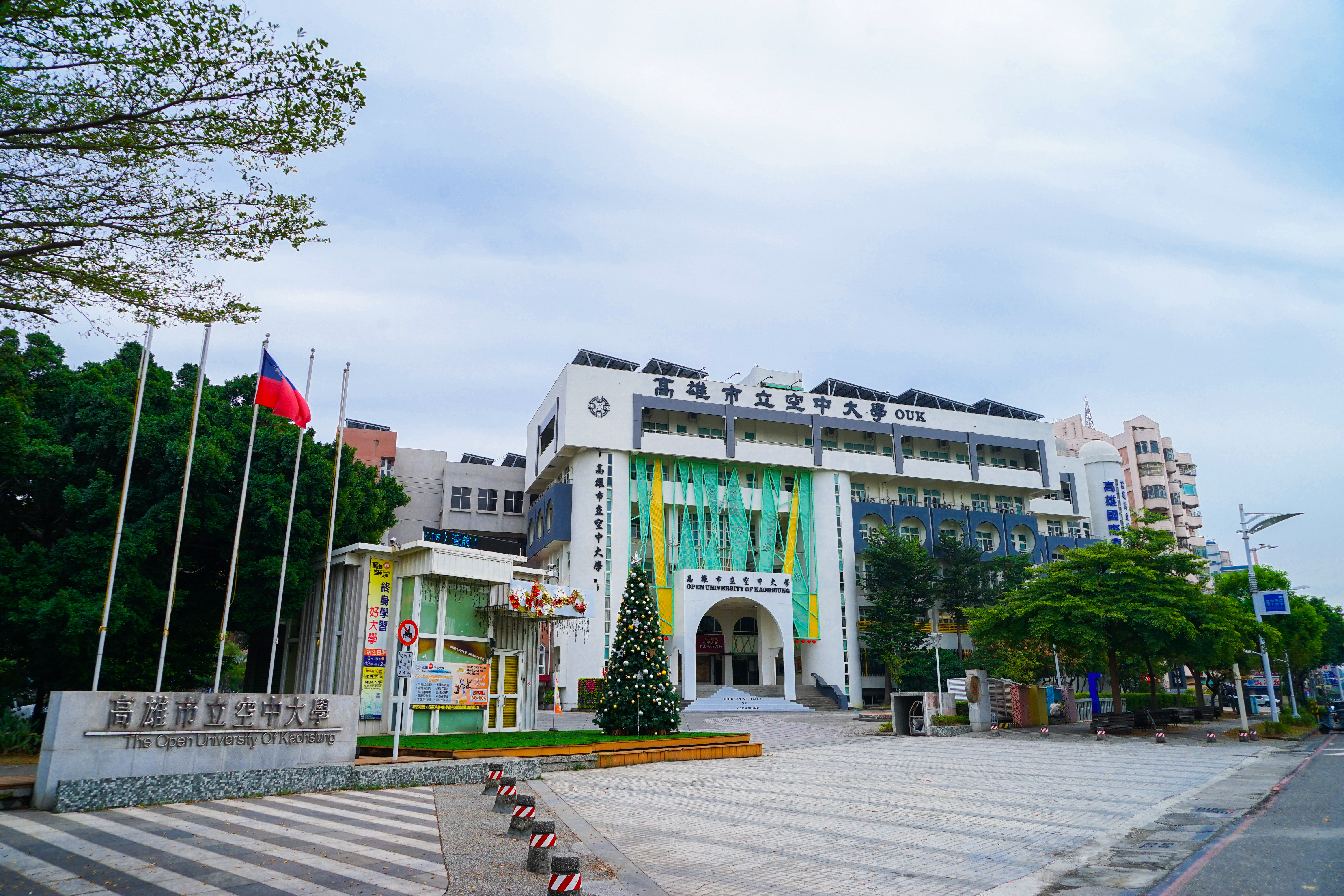
高雄市立空中大學行政暨教學大樓。

高雄市立空中大學，簡稱高雄空大、高空大、市立空大，全台唯二由地方政府管轄的公立大學（另一為台北市立大學），是臺灣唯一由地方政府成立之空中大學，在1997年創校於臺灣高雄市，為高雄市政府直屬一級機關。
教學採網路、電視、廣播、傳統面授4種彈性上課方式，使學生進修同時可兼顧工作、學業、家庭等多重角色。入學不限學歷、不限修業年限，全修生修畢主修學系規定學分且總學分數達128學分以上，成績合格者依「學位授予法」第6條授予學士學位。
校本部校址設於高雄市小港區，並在中壢、南投、彰化、雲林、左營、花蓮、臺東、屏東、澎湖、馬祖、越南、泰國等地設置校外班。

## 校史
- 1996年，成立籌備處。
- 1997年，首屆法政、工商管理、大眾傳播、外國語文、文化藝術5學系招生，高雄市立圖書館小港分館移撥為本校圖書館。
- 2006年，增設科技管理學系、通識教育中心。
- 2008年，發行《城市智庫電子報》。
- 2009年，開辦高雄捷運美麗島站「城市學堂」、「人權學堂」。
- 2010年，設置雲林班學習指導中心。
- 2011年，與國立清華大學合作開設城市專題講堂。
- 2012年，啟動校園場館BOT改造專案。
- 2013年，設置台東班學習指導中心。
- 2014年，開辦原住民族部落社區大學。
- 2016年，首任女性校長劉嘉茹教授擔任第6任校長。開辦境外班越南班，舉辦第1屆校友回娘家辦桌活動。
- 2017年，舉辦第2屆校友回娘家辦桌活動。
- 2018年，國家文官學院高雄園區進駐揭牌，開辦高雄警察學士專班、新竹物流台南專班，設置中壢學習指導中心。舉辦第3屆校友回娘家辦桌活動。
- 2019年，開辦華泰雙語班課程。舉辦第4屆校友回娘家辦桌活動。
- 2020年，劉嘉茹校長以高達九成六同意票連任第7任校長，榮獲109年度「木鐸獎」[1]。開辦台北、桃園、台中警察學士專班，開辦境外班泰國班，設立計程車駕駛關懷服務據點，舉辦第5屆校友回娘家辦桌活動。
- 2021年，法政系自110學年變更系名為法律學系，學系下設置「法學組」、「政治法律組」。
- 2023年，增設健康管理與促進學系。舉辦第6屆校友回娘家辦桌活動[2]。

## 歷任校長
| 任次 | 姓名   | 任期                       | 註   |
| ---- | ------ | -------------------------- | ---- |
| 1    | 謝水南 | 1997年6月—2000年6月        |      |
|      | 曾憲政 | 2000年6月—2001年12月       | 代理 |
| 2    | 莊淇銘 | 2001年12月—2005年2月       |      |
| 3    | 吳明洋 | 2005年3月—2008年7月        |      |
| 4    | 吳英明 | 2008年8月1日—2012年7月31日 |      |
| 5    | 張惠博 | 2012年8月1日—2016年7月31日 |      |
| 6    | 劉嘉茹 | 2016年8月1日—2024年8月8日  |      |
| 7    | 陳月端 | 2024年8月8日—現任          |      |

## 外部來源
- 王雯玲.2023專屬高雄空大北部校外班畢業典禮 （页面存档备份，存于）.台灣好報.2023-03-18
- 陳俊廷.促推「南臺灣矽谷」台灣橋頭科學園區產學策進會成立[].民報.2019-08-12
- 洪臣宏.〈南部〉高空大開放預修 高二生搶頭香 （页面存档备份，存于）.中國時報.2019-05-08
- 柯宗緯.高市空大「地下校歌」傳唱有感 校方擬扶正.自由時報.2019-05-27
- 高雄空大首開華泰雙語班課程 泰人線上學華語超EASY （页面存档备份，存于）.中央廣播電臺.2018-12-27
- 劉怡彣.高雄市立空大校友回娘家　「３Ｑ　ｖｅｒｙ麻吉」歡樂開桌 （页面存档备份，存于）.國立教育廣播電臺.2018-12-08
- 中壢班揭牌儀式暨開學典禮 （页面存档备份，存于）.高雄市立空中大學電子報.2018-12-01
- 新竹物流台南專班開班典禮 （页面存档备份，存于）.高雄市立空中大學電子報.2018-12-01
- 蔡容喬.高市空大提供空間 國家文官學院首設高雄園區 （页面存档备份，存于）.聯合報.2018-11-19
- 蔡容喬.高市空大母子檔畢業父親也來當學弟 （页面存档备份，存于）.聯合報.2018-08-19
- 吉雄世.高雄市立空中大學「警察學士專班」正式開班上課 （页面存档备份，存于）.大成報.2018-04-28
- 黃佩茹.空大與文藻簽訂產學合作備忘錄互惠兩校師生 （页面存档备份，存于）.經濟日報.2018-04-18
- 呂素麗.彈性上課學費低空大招生一枝獨秀 （页面存档备份，存于）.中國時報.2017-07-24
- 呂素麗.花12年91歲阿嬤終於拿到空中大學學位 （页面存档备份，存于）.中國時報.2017-07-23
- 王淑芬.兩空大將結盟 攜手爭設碩士班 （页面存档备份，存于）.中央社.2017-05-11
- 柯宗緯.高市空大與高雄大學攜手共創新南向教育政策 （页面存档备份，存于）.中國時報.2017-01-09
- 吳江泉.高雄市立空中大學首位女校長劉嘉茹上任 （页面存档备份，存于）.中國時報.2016-08-02
- 黃明堂.〈南部〉高雄空大台東班 首屆8人畢業 （页面存档备份，存于）.自由時報.2016-03-13

## 外部連結
- 官方网站